# Aníbal dos Santos
Aníbal António dos Santos Junior, mais conhecido como "Aníbalzinho", mas também como Aníbal dos Santos  (?, Portugal, 1971 ou 1972), é um criminoso português condenado por planear o assassinato do jornalista Carlos Cardoso em 22 de Novembro de 2000. Cardoso estava a investigar fraudes bancárias no Banco de Moçambique (BM, Banco Central moçambicano). Depois de um primeiro julgamento in absentia (à revelia, em latim), em 2003, uma falha e duas sucessivas fugas e duas extradições (da África do Sul e Canadá), Aníbal dos Santos foi condenado a 30 anos de prisão em Janeiro de 2006., mantendo sempre a inocência durante todo o julgamento. Aníbal dos Santos permanece sob custódia, sendo investigado em um outro caso de tentativa de assassinato, do advogado do BM, Albano Silva.
Em 7 de Dezembro de 2008, Aníbalzinho escapou da prisão de segurança máxima de Maputo pela terceira vez. No dia seguinte, a imprensa informou que tinha sido preso depois de 36 horas de fuga, mas em 10 de Dezembro, o porta-voz da Polícia negou a notícia, dizendo que ainda estava a monte. Após oito meses foragido, Aníbalzinho foi recapturado na África do Sul em Agosto de 2009.

## Caso
Em Novembro de 2000, o moçambicano  Carlos Cardoso, de 49 anos, editor do jornal diário Metical, especializado em investigações sobre a corrupção, estava a investigar a alegação de fraude de $14 milhões de dólares no Banco de Moçambique. Em 22 de Novembro de 2000, após quase 15 minutos a falar com repórteres da BBC, deixou o trabalho em Maputo e foi emboscado no carro na Avenida dos Mártires da Machava por homens armados que bloquearam as rotas de fuga com dois carros. Mais tarde, no julgamento, os juízes adoptaram a versão dos eventos que Aníbalzinho estava dirigindo o carro roubado que ultrapassou a Toyota do Cardoso para o encurralar e emboscar, mas que os tiros foram disparados por outro suspeito. Testemunhas disseram que o atirador disparou 10 tiros, matando Cardoso e ferindo o motorista. O assassinato ocorreu duas semanas após a morte de 26 pessoas em motins; Cardoso relatou sobre o incidente e foi muito crítico das acções dos dois principais partidos políticos que precederam os confrontos. O assassinato e o funeral de Cardoso produziram uma rara demonstração de união entre adversários políticos"; o Presidente da República, Joaquim Chissano e líderes da oposição prometeram resolver o assassinato.
Em Maio de 2001, seis homens foram acusados do assassinato. Inicialmente as reportagens relataram que “um importante empresário” e um gerente de banco eram acusados de contratar os assassinos e quatro homens eram acusados de realizarem o assassinato. Mais tarde, os média ocidentais informaram que Aníbal dos Santos, mais conhecido como Aníbalzinho, foi um dos quatro, e o idealizador do assassinato. As reportagens informaram que as suas actividades “normais” variavam entre um pequeno negociante de carros  a um ladrão de carros.

## Primeira fuga
Em 31 de Agosto de 2002, Aníbalzinho escapou da prisão em Maputo, apesar dos avisos dados ao Ministro do Interior  sobre uma tentativa de fuga . Agentes não identificados da polícia afirmaram que “tudo foi feito ao mais alto nível para facilitar a fuga e tornar o julgamento impossível”. O advogado de Aníbalzinho expressou o receio que o seu cliente já podia estar morto e “houve informações de que havia manchas de sangue na sua cela”. Na verdade, Aníbalzinho fugiu para a África do Sul com um passaporte falso da Essuatíni. Sete guardas prisionais de nível baixo foram julgados e absolvidos em conexão com a fuga. O paradeiro do fugitivo permaneceu desconhecido até 22 de Novembro de 2002.

## Primeiro julgamento e extradição
O julgamento dos cinco suspeitos presentes e do ausente Aníbalzinho começou em 18 de Novembro de 2002. Várias sessões do julgamento foram transmitidas pela televisão nacional, tendo três dos suspeitos identificado Nyimpine Chissano, filho do Presidente da República, como o homem por trás do assassinato. Nyimpine Chissano apareceu no tribunal e refutou todas as acusações. Logo após o início do julgamento, a mãe de Aníbalzinho anunciou que o filho estava a salvo e a viver em Londres. Ela também afirmou que o filho “foi ajudado a fugir para Londres, a fim impedi-lo de testemunhar”;, reclamando a sua inocência, e que estava pronto para retornar a Moçambique e testemunhar desde que fosse garantida a sua segurança.
Aníbalzinho foi detido em Pretória, África do Sul, no final de Janeiro de 2003, um dia antes do anúncio da sentença. As autoridades sul-africanas informaram quase de imediato que a extradição poderia ocorrer já nesse mesmo fim de semana. No dia seguinte, o tribunal declarou Aníbalzinho culpado como o mentor do crime e sentenciou-o a 28 anos e seis meses de cadeia. Os outros suspeitos receberam até 23 anos. Nenhuma acusação foi levantada contra qualquer membro da família Chissano.
No final de 2003 foi revelado que três dos presos, mas não Aníbalzinho, estavam envolvidos num processo judicial de fraude no Banco Central, o último caso de Carlos Cardoso.

## Segunda fuga e extradição
Segundo uma declaração do Ministério do Interior: “Em 9 de Maio de 2004, Aníbal dos Santos Júnior desapareceu da sua cela”. Fontes anónimas na prisão revelaram que Aníbalzinho foi na realidade retirado da prisão por cúmplices. A fuga ocorreu quando o tribunal se preparava revelar as sentenças contra 15 suspeitos de envolvimento no caso de fraude bancária de 1996.
Em meados de Maio, as autoridades canadianas detiveram Aníbalzinho no Aeroporto Internacional Toronto Pearson. As autoridades moçambicanas solicitaram imediatamente a sua extradição, embora não houvesse acordo de extradição entre o Canadá e Moçambique e organizações da imprensa internacional apelaram ao governo canadiano para que acelerasse o retorno de Aníbalzinho a Moçambique., mas ele pediu asilo político no Canadá, retardando o processo de extradição durante ano e meio. As autoridades persuadiram-no a desistir do pedido de asilo em troca de um julgamento justo em Moçambique, uma opção disponível para qualquer pessoa condenada, à revelia, a dois anos a mais de cadeia. O tribunal moçambicano confirmou o direito do condenado a novo julgamento. Em 14 de Dezembro de 2004, as autoridades canadianas aprovaram a extradição e Aníbalzinho foi finalmente deportado para Moçambique em 21 de Janeiro de 2005 , chegando a Maputo no dia seguinte. Os Repórteres Sem Fronteiras e outras organizações da imprensa celebraram a captura.

## Segundo julgamento
O segundo julgamento de Aníbalzinho começou em 1 de Dezembro de 2005. Três dias antes do julgamento, ele foi apanhado a preparar a sua terceira fuga por novo guarda, recentemente transferido para a prisão.
Aníbalzinho declarou-se imediatamente inocente, e que suas declarações anteriores sobre o caso Cardoso tinham sido o resultado de manipulação pelo antigo advogado de defesa. Assim, ele exonerou Nyimpine Chissano qualquer associação com o assassinato, e identificou os membros da família Satar já condenados no julgamento de 2002-2003, como os seus principais clientes. O tribunal pronunciou Santos culpado em todas as nove acusações e impôs a pena de 30 anos.
Muitos comentadores salientaram que o julgamento não conseguiu resolver as questões incidentes sobre a dimensão das conexões de Aníbalzinho ao meio político moçambicano, e que a sua decisão de não apelar da sentença foi um indicador de que planeava outra fuga. O defensor público explicou que o seu cliente receava que o Tribunal de Recurso agravasse ainda mais a pena de prisão.

## Julgamento em 2008
Em Abril de 2008, Aníbalzinho estava de novo no tribunal, desta vez como réu na tentativa de assassinato do advogado do BCM, Albano Silva. Na sua declaração ao tribunal ele referiu-se ao assassinato de Carlos Cardoso em 2000 e desta vez, contrariamente às declarações anteriores, Aníbalzinho apontou directamente Nyimpine Chissano (então já falecido) como o seu cliente. De acordo com as novas declarações, Chissano contactou-o inicialmente apenas para alugar um carro, e os comentadores nem queriam acreditar que um negócio tão pequeno se pudesse transformar num contrato de assassínio. O alegado “recrutador” identificado por Aníbalzinho também está morto, não deixando ninguém para desmentir ou corroborar a história. Noutra declaração, ele alegou que o falecido Chissano o protegeu na prisão: “Eu nunca escapei, eu fui levado para fora”.
Aníbalzinho refutou todas as alegações contra si no caso Albano Silva, apesar da evidência mostrar que se manteve em comunicação regular com os outros suspeitos no caso, antes da tentativa de assassinato.

## Terceira fuga
Em 7 de Dezembro de 2008, Aníbalzinho escapou de uma prisão de máxima segurança de Maputo pela terceira vez, juntamente com outros dois notáveis bandidos. No dia seguinte, os média noticiaram que ele foi preso 36 horas após a fuga. Segundo a organização Repórteres Sem Fronteiras, foi detido a 75 km de Maputo, na estrada que liga à fronteira com a Essuatíni . No entanto, em 10 de Dezembro, o porta-voz da polícia desmentiu as notícias, dizendo que o fugitivo ainda estava longe. A oposição pediu a convocação dos ministros responsáveis ao Parlamento para explicações, mas a proposta foi rejeitada pela maioria. Mais uma vez, os oficiais da polícia pediram desculpas pelo incidente, enquanto o semanário Zambeze descreveu Aníbalzinho como um herói desafiando um polícia incompetente.
No período de menos de uma semana terminando em 17 de Dezembro, três oficiais da polícia de alta patente foram mortos em Maputo. O comandante da polícia disse os assassínios poderiam estar conectados com as fugas, mas não era claro qual dos três fugitivos era considerado o mais perigoso. Um oficial no Ministério do Interior, General Zinocacossa culpou abertamente a polícia pela fuga: “Aníbalzinho foi liberado por comandantes da polícia... Eles, lá na polícia, estão a envolver-se com o Aníbalzinho e agora querem envolver-me.”
Em 30 de Dezembro, o Ministério do Interior demitiu oficiais superiores da polícia pelo seu envolvimento na fuga de 7 de Dezembro. Foi relatado que os oficiais visitaram Aníbalzinho um dia antes da fuga e não fizeram nada sobre o buraco na parede do corredor que foi usado pelo fugitivos.

## Recaptura
Em 26 de Agosto de 2009, as autoridades moçambicanas confirmaram a recaptura de Aníbal dos Santos na África do Sul.